# 1875年臺灣
|        | 臺灣歷史 \| 台灣歷史年表 |
| 世纪： | 18世纪臺灣 \| 19世纪臺灣 \| 20世纪臺灣 |
| 年代： | 1840年代臺灣 \| 1850年代臺灣 \| 1860年代臺灣 \| 1870年代臺灣 \| 1880年代臺灣 \| 1890年代臺灣 \| 1900年代臺灣                                           |
| 年份： | 1870年臺灣 \| 1871年臺灣 \| 1872年臺灣 \| 1873年臺灣 \| 1874年臺灣 \| 1875年臺灣 \| 1876年臺灣 \| 1877年臺灣 \| 1878年臺灣 \| 1879年臺灣 \| 1880年臺灣 |
| 纪年： | 乙亥年（猪年）、清朝光绪元年 |

1875年臺灣，正逢清治臺灣處於同治與光緒兩個年號的過渡期，在這年行政區劃有所調整，增加了恆春縣。此外沈葆楨也上奏清廷建議在增設一府三縣。

## 政府

### 斯卡羅酋邦

瑯嶠君主：朱雷（Cudjuy Garuljigulj）

### 清帝國

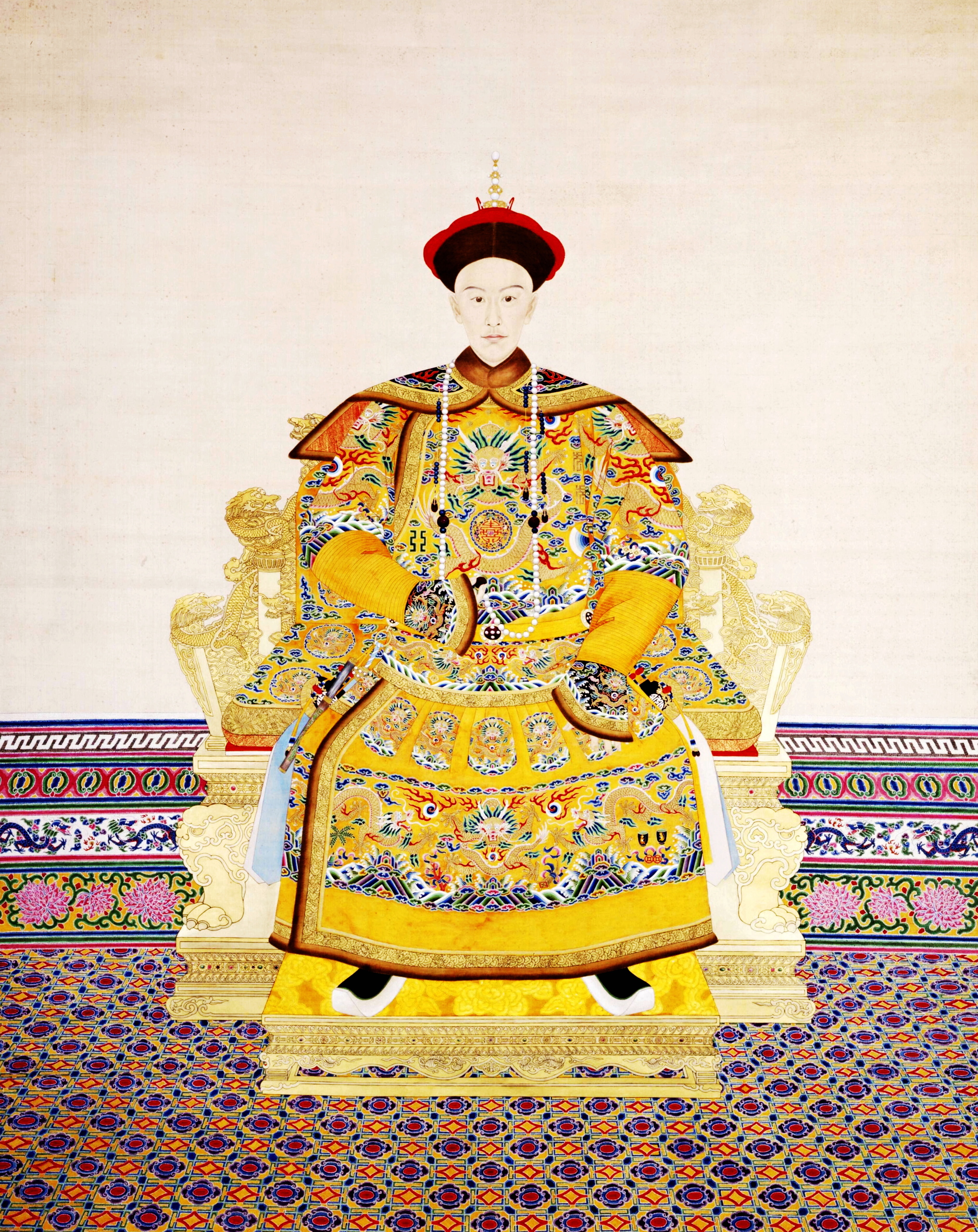
清朝皇帝：光绪帝
臺灣府知府：周懋琦

#### 成員變動

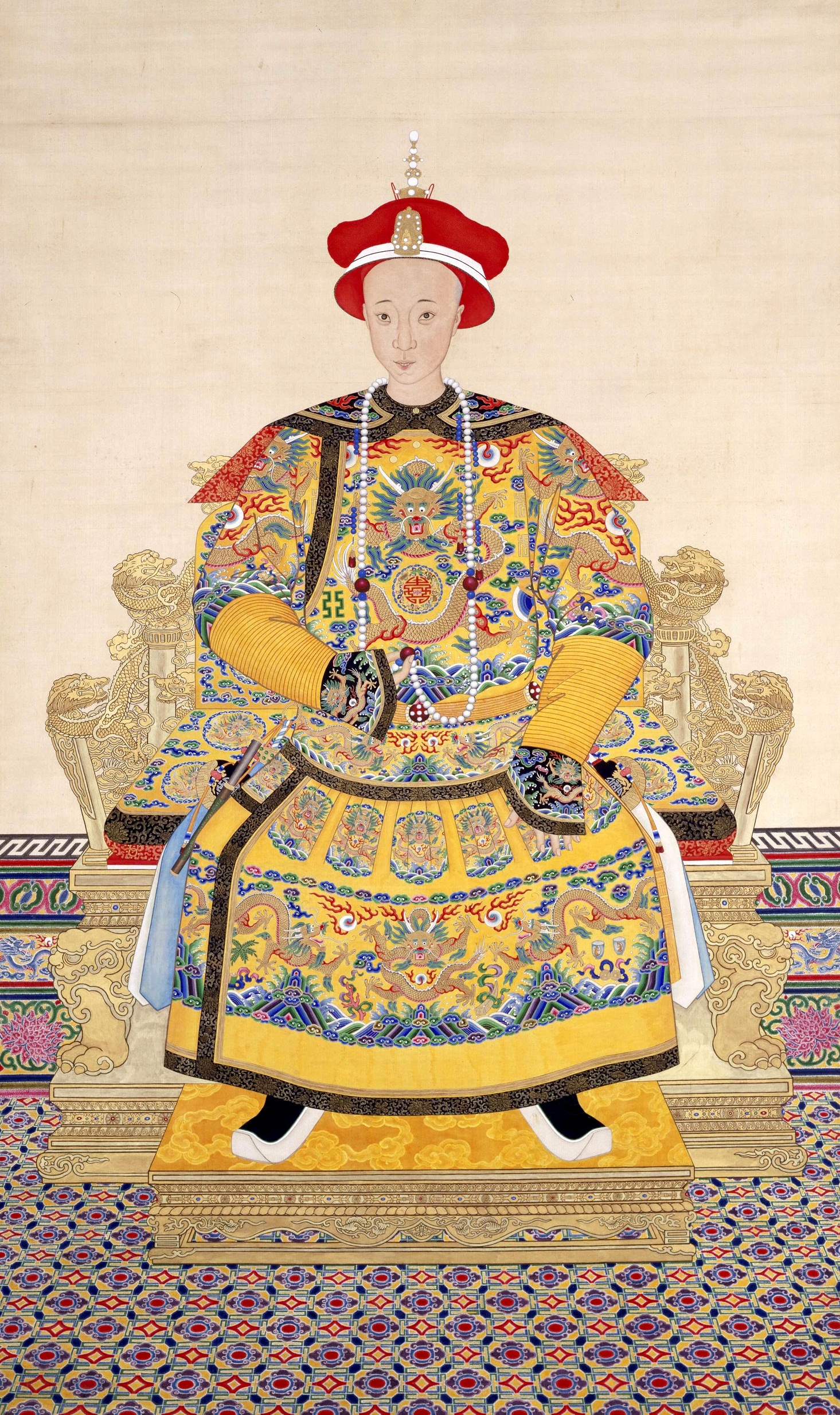
清朝皇帝：同治帝（逝世）

## 大事記
- 八通關古道建立。
- 獅頭社之役。
- 1月30日（十二月廿三日）：沈葆楨上奏〈請琅築城設官摺〉，請求在琅（今恆春鎮）建城設官[1]:84。
- 2月17日（正月十二日）：清廷決定設置「恆春縣」[1]:84。
- 7月20日（六月十八日）：沈葆楨上奏〈臺北擬建一府三縣摺〉[註 1]、〈請改駐南北路同知片〉[註 2][1]:86。
- 6月5日：長老教會湯瑪斯·巴克禮在打狗登岸，展開傳教。
- 11月15日（十月十八日）：恆春縣城開始動工[2]:76

## 出生
- 1月23日——陳雲如，日治時期新竹州新竹郡香山庄長。
- 2月19日——廖重光。
- 3月1日（農曆一月廿四）——黃純青，瀛社詩人、企業家。總督府評議會員。（1956年逝世）
- 8月6日——林火藍。